# Dècada del 730

## Esdeveniments
- Batalla de Tours
- Iconoclàstia romana d'Orient

## Personatges destacats
- Beda
- Alfons I d'Astúries
- Carles Martell
- Cædmon
- Abd-ar-Rahman ibn Abd-Al·lah al-Ghafiqí
- Lleó III Isàuric